# Sydney-Felsgravuren

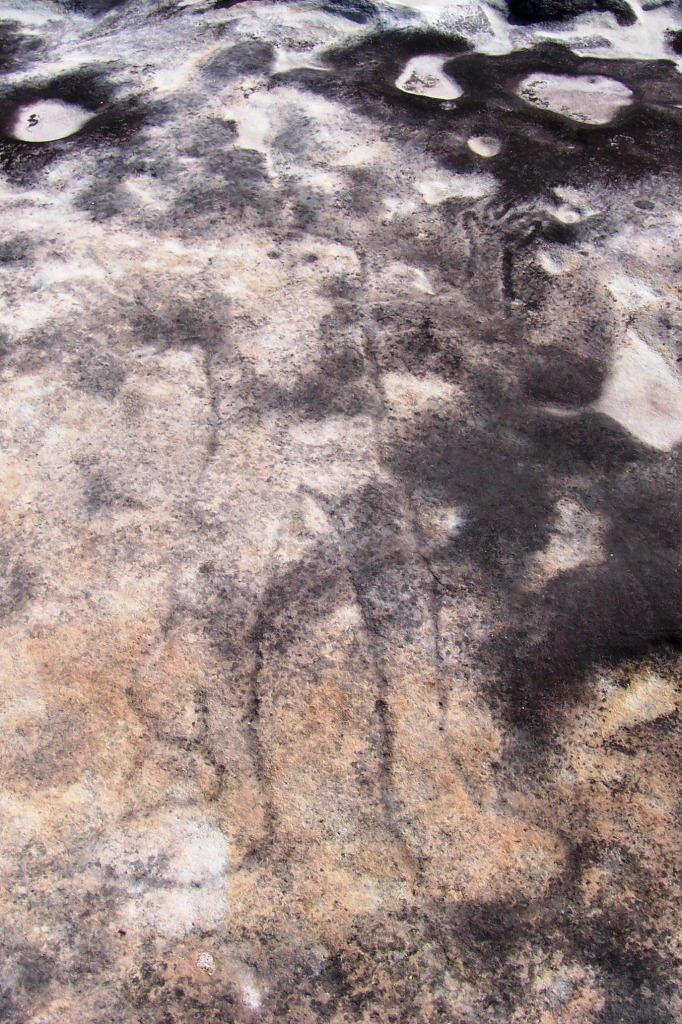
Petroglyph – Ku-ring-gai-Chase-Nationalpark

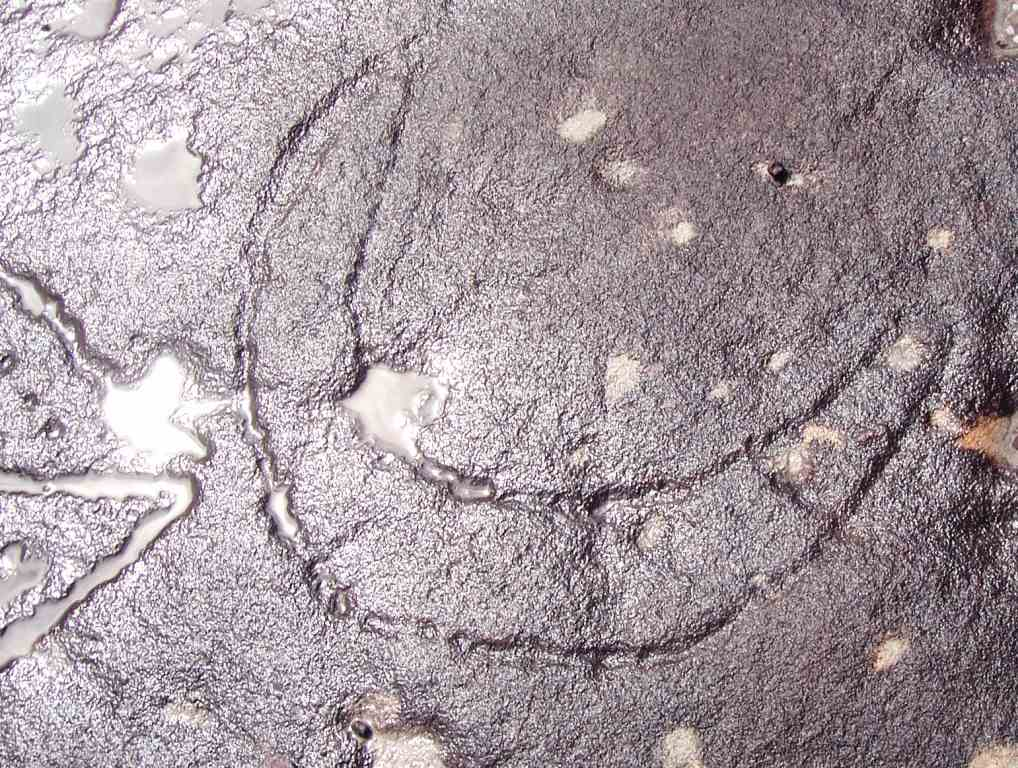
Petroglyph – Ku-ring-gai-Chase-Nationalpark

Die Sydney-Felsgravuren sind eine Felskunst der Aborigines, die aus in Sandstein gravierten Menschen, Tieren und Symbolen besteht. Sie befinden sich in und um Sydney, New South Wales, Australien. Viele tausend solcher Gravuren sind bekannt in der Region um Sydney, allerdings wird der Standort der meisten nicht veröffentlicht, um Schaden durch Vandalismus zu vermeiden und die Heiligkeit zu respektieren, da sie bei den Aborigines immer noch als heilig gelten. Zugänglich sind die Felsgravuren im Ku-ring-gai-Chase-Nationalpark am nördlichen Stadtrand von Sydney.
Die Felsgravuren sind vergleichbar mit den Petroglyphen der Ureinwohner Amerikas und der Felskunst, die an anderen Orten Australiens gefunden wird. Allerdings hat jene in Sydney ihren eigenen Stil, der sie von anderer Felskunst unterscheidet. Die Felsgravuren werden auf ein Alter von mindestens 5000 Jahre geschätzt. Andere Gravuren zeigen europäische Segelboote und können nicht älter als 200 Jahre sein. Da ältere Gravuren manchmal auch erneuert worden sind, können sie jünger erscheinen, als sie es eigentlich sind.

## Geschichte
Die Felsgravuren wurden von den Aborigines hergestellt, die seit etwa 25.000 Jahren in der Region Sydneys lebten, also unter anderem den Eora, Darug und Guringai.
Mit derzeitigen archäologischen Techniken kann das Alter der Felsgravuren nicht direkt datiert werden; stattdessen werden indirekte Methoden herangezogen. Aborigines erreichten den Norden Australiens vor etwa 50.000 Jahren; die frühesten Hinweise für eine Besiedlung der Region Sydney sind etwa 10.000 Jahre alt, wie das Bidjigal Reserve im Hills District im Nordwesten von Sydney. In den Blue Mountains wurden Spuren gefunden, die auf eine Besiedlung von vor etwa 20.000 Jahren hinweisen, so dass man vermutet, dass die Region Sydney zur selben Zeit besiedelt war, man aber nur noch keine Funde aus dieser Zeit gefunden hat. Siedlungsspuren an der Küste sind durch den steigenden Meeresspiegel vor etwa 10.000 Jahren überflutet worden.

## Stil
In Felsüberhängen, die dem Schutz und der zeitweiligen Behausung dienten, sind vor allem Felsmalereien und nur selten Felsritzzeichnungen angebracht. Felsritzzeichnungen befinden sich zumeist auf horizontalen offenen Flächen.
Die Felsgravuren in Sydney sind in einem Stil, der als „simpel anschaulich“ bezeichnet wird, da zum einen die Figuren mit wenig Details dargestellt werden und zum anderen diese Figuren erkannt werden können. Fast immer sind nur die Außenkonturen des darzustellenden Objektes dargestellt.
Aus den Untersuchungen der Gravuren können mehrere Herstellungsstufen abgeleitet werden: Vermutlich wurde zunächst eine Skizze der Konturen und die Oberfläche des Felsens geritzt. Dann wurde eine Serie von Löchern entlang der Linie mit einem spitzen Stein oder Schale gebohrt, was wegen des relativ weichen Sandsteins im Sydney Basin einfach war. Schließlich wurden die Löcher miteinander verbunden, indem ein scharfer Stein entlang der Linie gerieben wurde.
Daraus ergaben sich U-förmige Rillen, die typischerweise etwa 2 cm tief und 2 cm weit waren. Sie sind leicht zu unterscheiden von natürlichen Rillen im Sandstein, die üblicherweise V-förmig sind, und von modernen Rillen, die mit Stahlwerkzeugen hergestellt wurden, weil diese normalerweise schmaler und tiefer sind.

## Kulturelle Bedeutung
Die kulturelle Bedeutung ist unbekannt, aber wenn man sie mit den Felsgravuren von jenen Völkern der Aborigines vergleicht, die heute noch leben, kann man Vermutungen ableiten. Einige Stellen waren wahrscheinlich dazu da, Zeremonien abzuhalten, um die Ergiebigkeit von Nahrungsquellen wie Känguru oder Fisch zu erhöhen. Man nimmt an, dass die meisten solcher Stellen vor allem solche Tiere darstellen. Es wurde behauptet, dass manche Gravuren den Beutelwolf und andere Säugetiere zeigen, die in der Region um Sydney seit Jahrtausenden ausgestorben sind und deswegen aus der Zeit stammen als sie noch lebten. Allerdings gibt es dafür noch keine klaren Beweise, obwohl zum Beispiel im Kakadu-Nationalpark ausgestorbene Tiere dargestellt werden, die zehntausende Jahre alt sind.
Andere Orte sind vermutlich für Initiations-Riten benutzt worden, bei denen der Wechsel von Kindheit zum Erwachsenen von Jungen gefeiert und unterstützt wurde. Außerdem wurden an vielen Stellen die Vorfahrengeister aus der Traumzeit wie Baiame, der einen gestreiften Kopfschmuck und einen oft einen gestreiften Körper hat, dargestellt; oder Daramulan, der große klobige Füße hat und wahrscheinlich zum Teil aus einem Emu bestand. An anderen Orten wiederum findet man Hinweise auf eine Astronomie der Aborigines. Manche Stellen haben auch mehreren Zwecken gedient.